# MPL-50

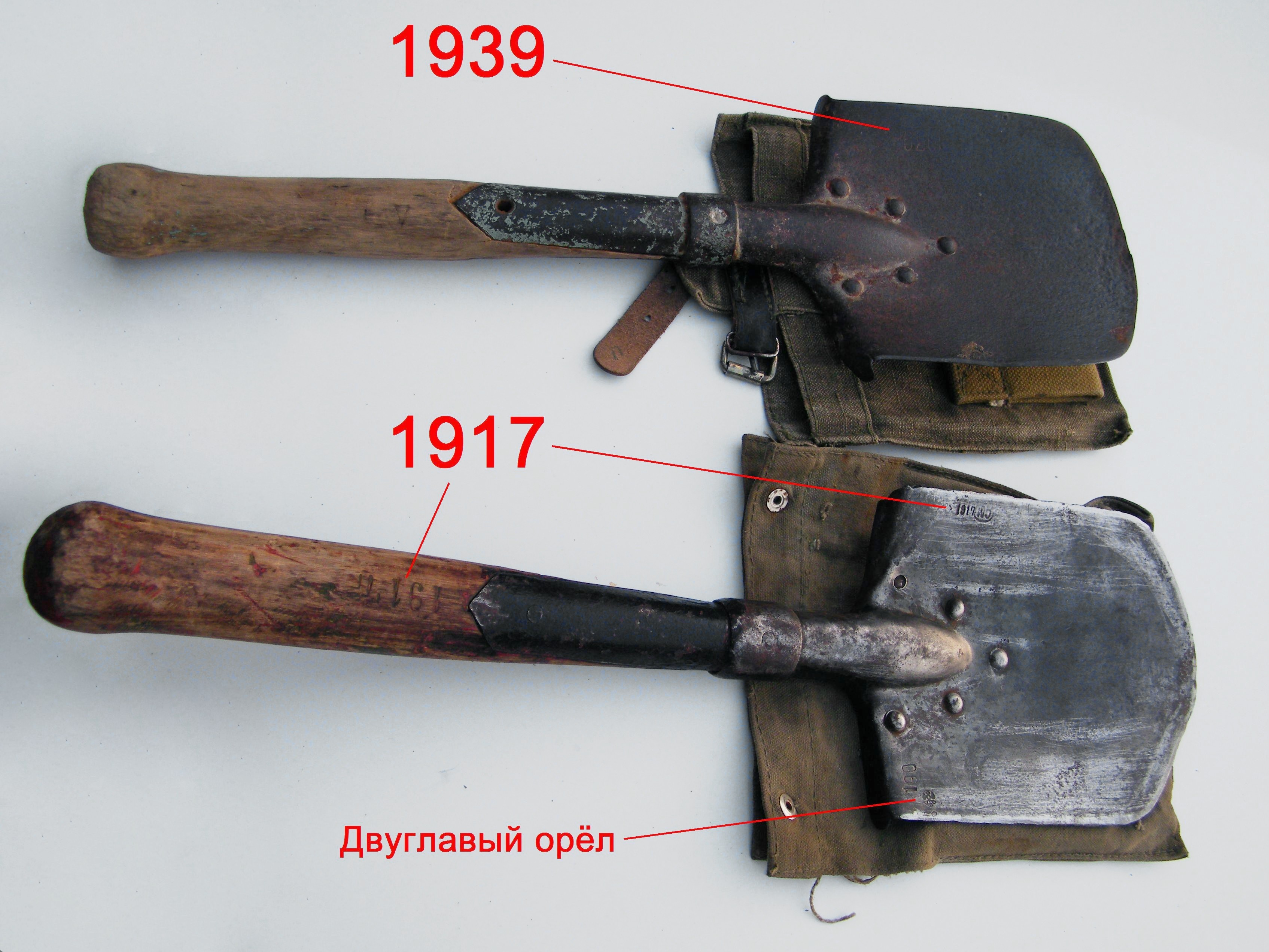
I modelli di MPL-50 del 1917 e del 1939

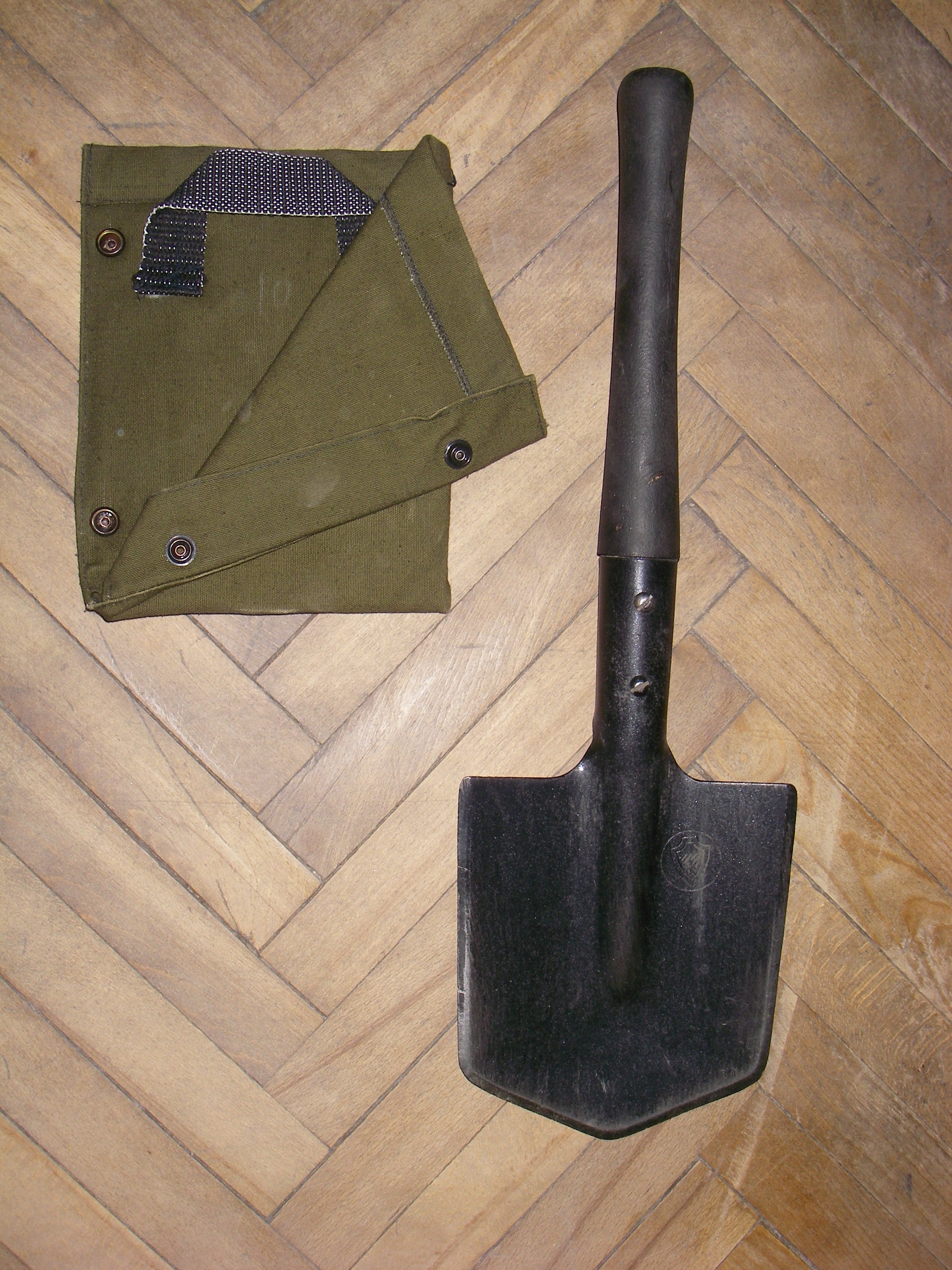
Una MPL-50 nella sua versione post seconda guerra mondiale

L'MPL-50 (in russo МПЛ-50, малая пехотная лопата-50?, MLP-50, malaja pechotnaja lopata-50; lett. "piccola vanga da fanteria-50") è una piccola vanga di 50 cm di lunghezza inventata nel 1869 dall'ufficiale danese Mads Johan Buch Linnemann. Inizialmente introdotta nell'esercito danese a partire dal settembre del 1870, questa vanga trovò largo utilizzo nelle file dell'esercito dell'impero russo, dopo che questi ne ebbe constatato l'affidabilità nel corso della guerra russo-turca del 1877-1878, poi in quelle dell'esercito sovietico e infine in quelle dell'esercito russo. Sebbene sia formalmente uno strumento dedicato allo scavo di trincee, nel corso degli anni l'MPL-50 ha visto ampliare la sua gamma di applicazioni in tempo di guerra, venendo adoperata, ad esempio, sia come arma da combattimento corpo a corpo, sia come utensile da cucina.

## Storia
Nel 1869, basandosi sulla propria e sull'altrui esperienza sul campo di battaglia, il capitano dell'esercito danese Mads Johan Buch Linnemann inventò e brevettò una vanga sufficientemente leggera e compatta da poter essere trasportata dai soldati al fronte, risultando purtuttavia efficiente quando utilizzata nello scavo delle trincee. Nel 1870, l'esercito danese decise di introdurre tale vanga nell'equipaggiamento destinato ai fanti, limitandone comunque il numero a 256 per ogni battaglione. L'anno successivo, la futura MPL-50 venne adottata anche dall'esercito austro-ungarico, avente dimensioni ben maggiori di quelle dell'esercito danese, e Linnemann decise di lasciare l'esercito e fondare una fabbrica per la produzione delle sue vanghe a Vienna. Negli anni seguenti la vanga venne adottata anche dagli eserciti tedesco, francese, romeno e russo, tuttavia soltanto l'impero russo riconobbe a Linnemann i diritti del suo brevetto quando, dopo aver constatato la funzionalità della vanga in dotazione all'esercito romeno nel corso della guerra russo-turca del 1877-78, decise di ordinargli 60 000 vanghe pagandolo 30 000 rubli. Di fatto, l'MPL-50 entrò nell'equipaggiamento dei fanti russi con un'ordinanza del 2 luglio 1878, data del calendario gregoriano, o del 20 giugno 1878, secondo il calendario giuliano, andando a sostituire la ben più ingombrante vanga BSL-110.
L'MPL-50 in dotazione alla fanteria imperiale, quindi a quella sovietica, e infine a quella russa è rimasta pressoché invariata nel corso degli anni, tanto che la proposta di introdurre una versione con manico pieghevole non è stata approvata. Alcuni cambiamenti ci sono stati comunque nella forma della lama, passata da una forma quasi del tutto quadrata a una forma a scudo pentagonale, e nei materiali.

## Progetto
L'MPL-50 ha una lunghezza totale di 50 cm, di cui 18 costituiti dalla lama in acciaio, larga 15 cm, e pesa circa 0,9 kg. La lama, a forma di scudo, è affilata non solo sul bordo che deve entrare nella terra, ma anche sui lati, così che l'attrezzo possa essere utilizzato anche come ascia, e solitamente reca il simbolo del produttore nonché l'anno di fabbricazione. Il manico in legno non è verniciato, ma lucidato con carta vetrata e carbonizzato in superficie onde creare una superficie liscia ma antiscivolo.

## Applicazioni
Lo scopo principale dell'MPL-50 è lo scavo di trincee, che viene effettuato a una velocità di 0,1 - 0,5 metri cubi all'ora a seconda del tipo di terreno e delle condizioni fisiche del soldato.
Oltre al suo utilizzo principale, l'MPL-50 viene utilizzata anche nel combattimento corpo a corpo, sia per attaccare che per difendersi. Durante l'addestramento, le forze speciali russe utilizzano l'MPL-50 anche come arma da lancio, con una potenziale distanza offensiva di 12 m.
Oltre a quelli indicati, negli anni l'MPL-50 è stata poi utilizzata con decine di diverse funzioni, dal taglio di rami alla cottura di cibo su un falò.